# Ливонские походы на Русь (1240—1242)

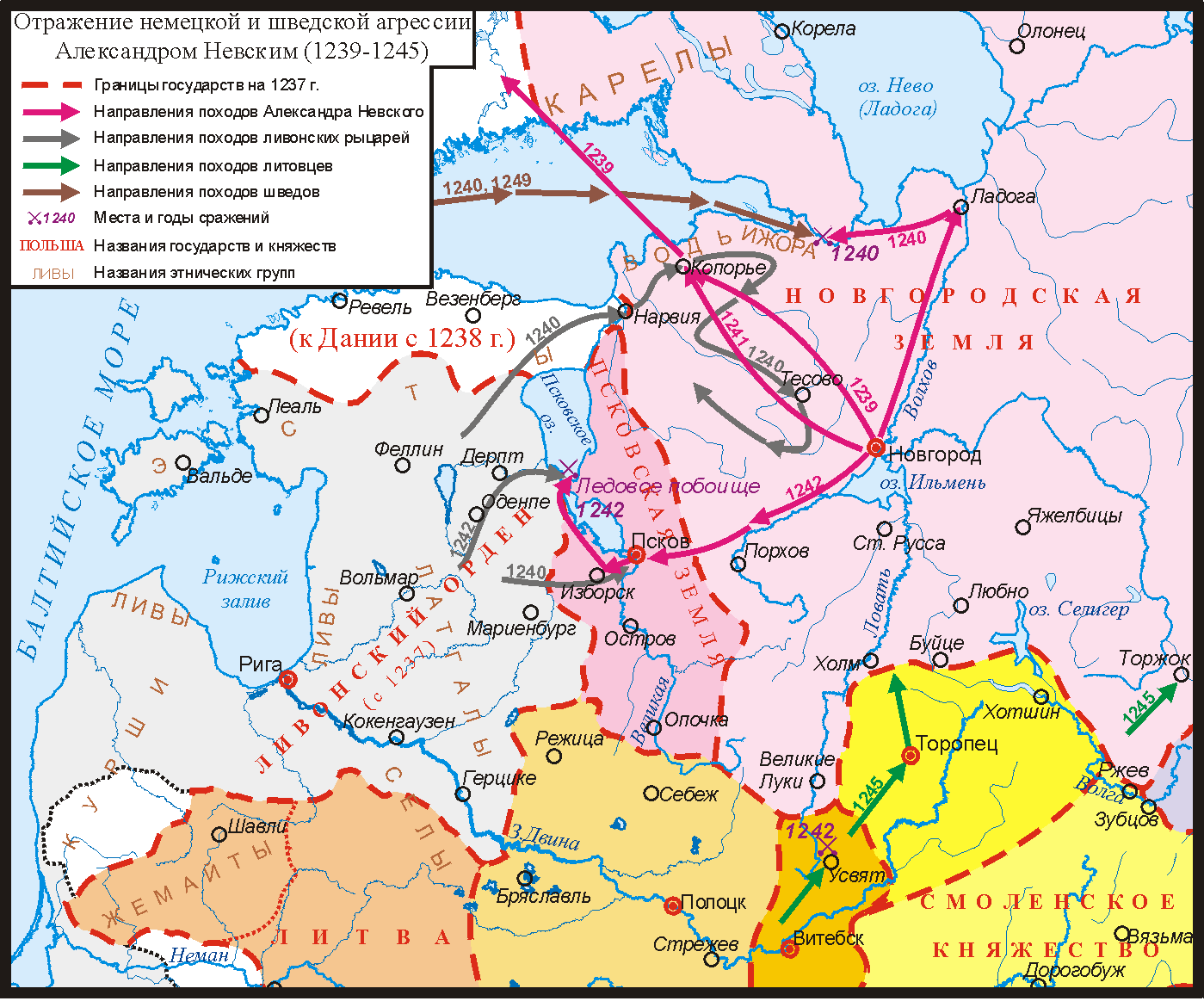
Карта 1239—1245

Ливонские походы на Русь — военная кампания 1240—1242 годов рыцарей-крестоносцев Ливонского ордена и других интервентов, проведённая с целью захватить земли Пскова и Новгорода и подчинить их Римской Католической Церкви.

## Предыстория

### Взаимоотношения немецких завоевателей и Руси
Земли Ливонии с XI века находились под защитой Полоцкого княжества, с разрешения суверена которой, князя Владимира (годы правления 1184?-1216) первый католический миссионер Мейнард фон Зегеберг начал обращать язычников-ливов в свою веру.  Мирная проповедь сменилась объявлением Ливонского крестового похода, созданием Ордена меченосцев, разрушением и захватом русских княжеств Кукейнос и Герсика, а затем и полным выходом Ливонии из подчинения Полоцкого княжества.
Племена латгалов и эстов были данниками Новгородской республики: в русских летописях латгальские области Талава и Адзель назывались «Очела».
Конфликт между новгородцами и рыцарями Ордена зародился ещё в 1210 году, когда рыцари напали на эстов. Походы новгородцев против ливонцев в 1217, 1219, 1222, 1223 годах не дали результатов. В 1224 году рыцари захватили Юрьев. Вскоре после захвата Юрьева у псковичей и новгородцев произошёл конфликт. Псковичи, боясь того, что Новгород подчинит их себе, отказали новгородцам в помощи в борьбе с рыцарями. Вскоре раскол произошёл и среди новгородских вельмож. Изгнанные из города знатные люди захватили, объединившись с рыцарями, Изборск в 1233 году, но вскоре были изгнаны из города псковским войском. Спустя год Ярослав Всеволодович совершил ответный поход на ливонские земли, опустошил окрестности города Оденпе (рус. Медвежья Голова), одержал победу в сражении на Омовже и заставил ливонцев подписать мир.

### Борьба за власть в Восточной Прибалтике
Соперничество между папской курией, благословившей Северные крестовые походы, и германскими императорами, снабжавшими эти походы военной силой, началось ещё в конце XII века, когда рижским епископом стал племянник Бременского митрополита Гартвига II Альберт Буксгевден.  К этому конфликту присоединились притязания Дании, против которых уже в 1199 г. епископ Альберт искал поддержки у только что короновавшегося императора Филиппа.
Папская курия  поддерживала это соперничество, опасаясь установления единоличной светской и духовной власти рижского епископа во вновь покорённых землях. Это могло бы подорвать влияние папы в этом стратегическом регионе, тем более, что в 1207 году  Альберт официально признал себя вассалом соперника папской курии — германского императора.
По этой же причине Иннокентий III поддержал создание Ордена меченосцев, ставшего своеобразным противовесом единоличной власти рижского епископа, а затем признал епископа Эстонии независимым от рижского.
Папа не препятствовал датчанам, претендовавшим на первенство в крещении местных язычников, в притязаниях на Ливонию. В 1204 г.  Иннокентий III уполномочил лундского архиепископа объявлять крестовые походы в Прибалтику, а в 1213 г. — назначать епископов для земель Сакала и Уганди (Унгавния) в Южной Эстонии, чем были недовольны и Альберт, и меченосцы. Благоволение папы к вторжению датчан в Северную Эстонию в 1219 г. спровоцировало военные конфликты между Данией и вассалами Бремена. В войнах с датчанами меченосцы захватили в 1225 и 1227 годах принадлежавшие тем территории Северной Эстонии, включая крепость Ревель (Таллинн). Датчане в ответ стали задерживать корабли  с крестоносцами в порту Любека, препятствуя притоку свежих сил крестоносцев в Ливонию.
Затем возвращение Ревеля с окрестностями Дании стало условием её согласия на объединение Ордена меченосцев с Тевтонским орденом. Но этот вопрос стал обсуждаться уже после смерти епископа Альберта, когда меченосцы своей малой численностью (одновременно максимум 130 братьев-рыцарей) перестали справляться с задачей удерживать в повиновении покорённые земли и завоёвывать новые, охраняя их также от нападений извне. Вдобавок в конце 1220-х годов внутри самого Ордена разгорелись конфликты, обусловившие его упадок.
Вражду меченосцев с ливонскими епископами, поземельные споры между разными правителями усугубила деятельность папского легата Балдуина Альнского (1230—1233 гг.), которого направили в Ригу после смерти епископа Альберта Буксгевдена. Легат попытался не разрешить конфликты между участниками колонизации Прибалтики, а подчинить завоёванные земли себе. Куршам, обязавшимся до его приезда принять христианство и платить церковную десятину епископу Рижскому и Ордену, он предложил договоры непосредственно с папской курией и подписал их в декабре 1230-го и в январе 1231 года в ответ на их просьбу о помощи в связи с неурожаем и голодом. Новый рижский епископ Николай эти конвенции не признал.
Затем Балдуин Альнский попытался создать папскую область в Северной и Западной Эстонии, опять-таки натолкнувшись на сопротивление ордена, который выгнал папских чиновников из Гервена и Виронии.
В открытом конфликте рижского епископа и Ордена меченосцев с легатом папа встал на сторону своего посланника. Тот в 1232-34 годах проехал германские земли, собирая новый крестовый поход в Ливонию. В июле 1233 года он вернулся в Ригу во главе войска, с которым пошёл против меченосцев, поддержанный частью эстонской знати, цистерцианцами из монастыря в Дюнамюнде и  Дерптским епископом. В боях с рыцарями ордена легат потерпел поражение  и вынужден был бежать в Германию в начале 1234 года. Только к весне 1234 года церковная смута внутри католических колонизаторов утихла.
Возникла опасность, что рыцарству не удастся противостоять русским и литовцам, поддержанным местными народами, если бы те решили отвоевать свою власть в Ливонии.  Это подтвердил удачный поход новгородцев против Дорпатского епископства в 1234 г.
Вернувшийся со вторичной миссией в Ливонию папский легат Вильгельм Моденский смог урегулировать внутренние раздоры завоевателей Ливонии, однако поражение крестоносцев при Сауле с гибелью большей части меченосцев 22 сентября 1236 г., в том числе Великого Магистра Ордена Меченосцев Фольквина фон Наумбурга, а затем восстания куршей, земгалов и островных эстов  с очевидностью проявили необходимость создания сильной военной организации.

### Призывы папы бороться с Русью
Уже начиная с 1229 года папа Римский Григорий IX призывал правителей восточной Прибалтики бороться против Руси и её союзников.
23 января 1229 года он направил послания в Ригу, Любек, Швецию, на Готланд с призывом начать торговую блокаду Руси «до тех пор, пока не прекратят все враждебные действия против новокрещённых финнов». Рекомендовалось «воспретить поставлять на Русь оружие, железо, медь, свинец, лошадей и продовольствие».  Примечательно, что папские послания были выпущены в период, когда в Новгороде разразился жесточайший голод, при этом немецкие купцы папу не послушались и новгородцев в конце концов выручили.
3 февраля 1232 года он выдаёт своему легату Балдуину Альнскому послание, запрещающее заключать мир или заключать соглашения с язычниками и русскими (Rutenus).

### Формирование коалиции
На объединение Ордена меченосцев с Тевтонским орденом требовалось согласие всех сторон. При этом папа римский Григорий IX конфликтовал с германским императором Фридрихом II из-за Ломбардии, пользуясь посредничеством в переговорах магистра Тевтонского ордена Германа фон Зальца, а тот ждал от папы буллу об объединении Орденов. Без согласия Дании это было невозможно, а Дания требовала возврата Ревеля и Северной Эстонии. Папа поручил Вильгельму Моденскому обеспечить это, добившись от датского суверена Вальдемара II согласия на объединение Орденов.
В этих обстоятельствах наконец-то вышла долгожданная булла папы римского Григория IX  об объединении Ордена меченосцев с Тевтонским с созданием Ливонского ландмейстерства, или Ливонского ордена. Его магистром стал Герман фон Балк.
Поскольку тевтонцы не спешили выполнять свои обязательства перед Данией, папа жёстко повелел своему легату ускорить подписание договора между датским королём и магистром Ливонского ордена. Напряжённость росла, датчане послали флот в Финский залив, подготавливая десант в Эстонии.  В этих обстоятельствах был подписан договор в Стенсби между королём Вальдемаром II, магистром Германом фон Балком и легатом Вильгельмом Моденским, предотвративший войну в Эстонии.
В декабре 1237 года папа Григорий IX провозгласил второй крестовый поход в Финляндию, а 7 июня 1238 года датский король Вальдемар II и магистр Ливонского ордена договорились о разделе Эстонии и взаимных обязательствах в военных действиях при завоевании новых земель.
Первоначально каждая из сторон решала свои задачи: датчане договаривались с обосновавшимися в Эстляндии немецкими феодалами, Ливонский орден подавлял восстания эстов на острове Эзель и куршей.
В конце 1240 г. удалось добиться согласия папы об объявлении крестового похода против воюющих эстов, завершившегося подписанием договора в 1241 г.  Сопротивление куршей удалось подавить только в середине 1240-х гг.
Поскольку магистр Ливонского ордена Герман фон Балк одновременно являлся и магистром Тевтонского ордена в Пруссии, его внимание было отвлечено на войну с пруссами, которая сама по себе не позволяла отправить сильный рыцарский контингент в Ливонию. Помня  сокрушительное поражение под Сауле, Орден также опасался нападения литвы, которая выступала союзниками как пруссов, так и куршей.

### Посольство к князю Александру
В промежутке между концом 1237 и апрелем 1239 г.  Ливонский орден снарядил посольство в Новгород во главе с рыцарем Андреасом фон Вельвеном (в Житии Александра Невского Андреас назван Андреяшем). Предполагается, что посольство должно было представить Орден в качестве новых соседей и одновременно узнать, не собираются ли новгородцы поддержать восставших эстов, как это случилось в 1223—1224 годах.  Возможно, ливонцы могли просить князя Александра о совместных действиях против литвы, которая досаждала новгородским землям не меньше, чем Ордену.  

## Первый этап 1240—1241
Первые посягательства на новгородские земли не в последнюю очередь были связаны с тем, что слухи о разорении Батыем русских земель давали рыцарству надежду на относительно лёгкую победу.

### Наступление шведов
В июле 1240 года шведскими военачальниками Ярлом Биргером и Ульфом Фаси была предпринята попытка вторжения в новгородские земли. Историки расходятся в оценке мотивов этого вторжения. Те, кто придерживаются версии о намерении шведов крестить водь и ижору, не учитывают, что эти племена Новгородской земли  подчинялись в церковном плане новгородскому епископу, а воевать с христианскими правителями подданные папы римского остерегались. Тем более, что часть вождей этих племён уже приняли православие (как ижорский старейшина Пелгусий — Филипп).  Поводом для вторжения могла быть «защита» тех, кто обратился за помощью к католическому правителю (и это не исключено, так как часть старейшин води встала на сторону Ливонского ордена во время его последовавшего похода). Евгения Назарова предполагает, что военная экспедиция шведов была обусловлена намерением  построить крепость в устье реки Ижоры, аналогично тому, как в  1300 году они поставили крепость Ландскруна на одном из островов  Невы.
Однако князь Александр, не запрашивая помощи из Владимира и не собрав даже всё новгородское ополчение, успел перехватить шведов в устье реки Ижоры, левого притока Невы. Состоящее из новгородцев и ладожан войско Александра 15 июля 1240 года неожиданно для шведов атаковало их лагерь. Шведы были разбиты. Это событие вошло в историю под названием Невская битва. Александр получил прозвище «Невский».

### Поход Ливонского ордена на Псков
Поход Ливонского ордена из Дорпата на Псков инициировал тамошний епископ Герман Буксгевден в связи с претензиями на псковский престол князя Ярослава Владимировича, связанного с немцами родственными связями: его сестра была замужем за Теодорихом, братом дорпатского епископа Германа и с 1224 года владельцем земли в окрестностях Оденпе (Медвежья Голова). Там же владел землями зять Германа, Энгельберт фон Тизенгаузен. С помощью этих родственников Ярослав уже пытался захватить Изборск в 1233 г.
На этот раз Ярославу предоставили более внушительную рать, которая рассчитывала на материальные и территориальные выгоды от похода. В состав объединённого войска входили рыцари Ливонского Ландмайстерства Тевтонского Ордена, войны Дерптского епископа, и вассалы датского короля из Северной Эстонии.
Военные сборы завершились не позже 1 сентября, а 16 сентября рыцари захватили город Изборск, разбили псковичей на подступах к городу и начали осаду. После взятия Изборска, рыцарское войско разбило вышедших им навстречу рать псковичей. Потери псковичей составили 600—800 всадников, также погиб воевода Гаврила Гориславич. Рыцарям удалось подкупить псковского посадника Твердило, и тот открыл им ворота города.В городе были посажены два немецких наместника (фогта), а княжеский престол занял Ярослав Владимирович.
Поход на Псков в 1240 г., скорее всего, носил локальный характер: в нём участвовал ограниченный контингент братьев-рыцарей из Феллина вместе с вассалами Дорпатского епископства, под командой феллинского командора, реального главы Ордена в эстляндской части Ливонии.

## Новгород. Ледовое побоище
Зимой 1240/41 годов новгородцы выпроводили Александра к отцу, от которого он принял Переяславль-Залесский. В 1241 году немецкие рыцари возвели крепость Копорье, где хранили все свои запасы. Орденские рыцари собирались идти на Новгород. Они взяли город Тёсов, грабили новгородских купцов, разорили земли на реке Луге. Новгородцы, опасаясь разделить участь псковичей, отправили послов к Ярославу за князем. Ярослав предложил им Андрея, младшего брата Александра, но новгородцы настояли именно на кандидатуре Александра (владимирское войско во главе с Андреем пришло на помощь новгородцам позже).
Александр вернулся в Новгород. Новгородское войско под его предводительством заняло Копорье в 1241 году, а ранней весной 1242 года овладело Псковом. После этого Александр принял решение провести ответный поход во владения Ордена.
5 апреля 1242 года на льду Чудского озера произошла одна из самых известных битв в истории Руси, получившая название Ледовое побоище. Русские понесли серьёзные потери от главного удара противника по центру, но затем нанесли удар конницей с флангов и тыла, что принесло победу (подробнее о ходе сражения и численностях см. Ледовое побоище#Масштаб и значение битвы). По условиям мира Орден отказался от всех своих последних захватов, ливонские вторжения прекратились на 11 лет.

## Итоги походов
Немцы отступили от Пскова и Новгорода. По условиям мирного договора ливонцы обязались вернуть Новгороду Лугу, Летголу, землю Водь. Новгородцы не дали немцам продвинуться из Прибалтики на восток. Победа имела большое значение для истории Руси и стала важным моментом в истории России.